# Exarsis
Exarsis ist eine griechische Thrash-Metal-Band aus Kiato, die im Jahr 2009 gegründet wurde.

## Geschichte
Die Band wurde im Jahr 2009 vom Bassisten Chris Poulos und dem Schlagzeuger George Oikonomou gegründet. Kurz darauf kam der Gitarrist Chris Tsitsis zur Band und begann Lieder ihrer Lieblingsbands zu covern. Im Februar 2010 stieß der Gitarrist Panayiotis Tsitsis zur Besetzung, dem im Juli der Sänger Alexis Papatheofanous folgte. Daraufhin nahm die Band im September ein erstes Demo auf, das auf den folgenden Konzerten verkauft wurde. Das Demo enthielt neben zwei eigenen Liedern auch eine Coverversion eines Whiplash-Liedes. Während Auftritte in Kiato, Athen, Thessaloniki, Korinth, Nafplio und Nemea folgten, arbeitete die Band an neuen Liedern. Dabei entstand das Debütalbum Under Destruction, das im Jahr 2011 erschien und von der Band produziert und aufgenommen worden war. Das Album erschien über Athens Thrash Attack Records und Eat Metal Records. Zudem spielte die Band zusammen mit Sodom, Rotting Christ und Onslaught. Im Sommer 2012 begab sich die Band in die GrindHouse Studios, um das zweite Album The Brutal State unter der Leitung des Produzenten George Bokos (Ex-Rotting Christ, ex-Nightfall) aufzunehmen. Abgemischt wurde das Album von Vasilis Gouvatsos. Das Cover wurde von Andrei Bouzikov (Municipal Waste, Vektor, Violator) gestaltet. Im September wurde auf Youtube ein Musikvideo zum Lied Toxic Terror hochgeladen. Im Jahr 2013 verließ der Gitarrist Chris Tsitsis die Band, um Suicidal Angels beizutreten. Währenddessen unterzeichnete die Band einen Vertrag bei MDD Records, worüber im März The Brutal State erschien.

## Stil
Die Lieder der Band handeln meist von Verschwörungstheorien. Als musikalische Einflüsse der Band gibt der Bassist Chris Poulos Gruppen wie Violator, Vio-lence, Nuclear Assault und Cross Examination an. Laut Marcel Rapp von Powermetal.de spiele die Band auf The Brutal State aggressiven Thrash Metal, der mit Gruppen wie Municipal Waste, Pessimist, Violator, Total Annihilation und Gama Bomb vergleichbar sei.

## Diskografie
- 2010: Demo 2010 (Demo, Eigenveröffentlichung)
- 2011: 3 Ways of Thrashers (Split mit NadimaČ und Kasatura, Coffinfeeder Distro)
- 2011: Under Destruction (Album, Athens Thrash Attack Records/Eat Metal Records)
- 2013: The Brutal State (Album, MDD Records)
- 2015: The Human Project (Album)
- 2017: New War Order (Album)